# 田忠良 (元朝)
田忠良（1242年—1317年），字正卿，元朝初年大臣，其先平阳赵城县（今山西省洪洞县）人，田嗣叔曾孙，田子成的孙子。
金朝灭亡，迁居中山（今河北省定州市）。他自幼好学，博通儒家及杂家言。少时曾结时刘秉忠，后刘秉终把他推荐给忽必烈，遣使召至，忽必烈见他的外貌和走路形态，对侍臣说：“他虽以阴阳家的身份召进，以后必将为国家大用。”一会后，指西边第二人对田忠良说：“他手中握何物？”田忠良回答：“鸡蛋。”果然如此。忽必烈大喜，又说：“朕有事萦绕心头，你试着占卜一下。”回答：“以臣的道术推算，当是一位名僧病了。“忽必烈说：“对，国师病了。”于是派遣左侍仪奉御也先送田忠良到司天台，给笔札，令刘秉忠以星历、遁甲诸书测试他。刘秉忠回奏：“所试他都精通，司天诸生很少有比得上他的。”下诏在司天台做官。忽必烈说：“朕用兵江南，困在襄樊，累年不决，怎么办？”忠良回答：“在酉鸡年就好了。”
至元十一年（1274年），阿里海牙奏请率众十万渡长江，朝议诘难他，忽必烈密问田忠良：“你试卜筮一下，看看能否成功？”田忠良回答：“能成功。”忽必烈在柳林游猎，住在幄殿里，侍臣很多，他看着田忠良说：“现在拜任一员大将取江南，朕心已定，到底是谁呢？”田忠良环视左右，看到一人，回答：“这位伟丈夫，可以托付大事。”忽必烈大笑：“他是伯颜，是西王旭烈兀的使者，朕以他的才能将他留用，你明白朕心。”赐钞五百贯、衣一袭。七月十五日夜，白气贯三台星，忽必烈问什么应征，田忠良回答：“三公有人要死吗！”不久，太保刘秉忠卒。八月，忽必烈出猎，驻辇召田忠良：“朕丢了东西，你知道是何物，还可再找到吗？”回答：“是数珠吗？明天，二十里外当有人得到来进献。”后来果然如此。忽必烈大喜，赐给他貂裘。十月，有旨问田忠良：“南征将士能否渡江？劳师费财，朕很忧虑。”田忠良回奏：“明年正月就会奏捷。”
至元十二年（1275年）正月，元军取鄂州，丞相伯颜遣使来献宋宝，有玉香炉，忽必烈不用赐给田忠良，和金织文十匹。二月，忽必烈患病，召田忠良对他说：“有人说朕今年不顺利，你的道术怎么说？”田忠良回答：“圣体会自然康安的。”三月，忽必烈病好了，赐银五百两、衣材三十匹。五月，车驾到上都避暑，遣使来召他来：“叛军潜入山陵，久久不去，你与和礼霍孙率众去看看。”到了之后，山陵如故，随后叛兵大至，围了三圈，三日不散。田忠良率军夜晚归来，敌人完全不觉，和礼霍孙以他为神，告诉了忽必烈，赐给他黄金十两。八月，以海都为边患，派遣皇子北平王那木罕、丞相安童征讨，田忠良回奏：“不吉，将有叛乱之人。”忽必烈不悦。十二月，诸王昔里吉劫皇子、丞相归附海都，忽必烈召田忠良说：“朕差点相信谗言怪罪你，现在就像你说的一样，你祀神祈祷，虽是黄金朕不吝惜。”田忠良回答：“不用祷神，皇子未羊年当归还。”后果然如此。至元十四年（1277年）八月，车驾驻在隆兴北，田忠良回奏：“昔里吉之叛，是因为安童的食物没有给他。现在宿卫之士，每天吃一瓜，岂能充饥，私下有怨言。”忽必烈大怒，笞打主膳二人，让他们平均宿卫伙食。至元十五年（1278年）三月，汴梁黄河水清澈三百里，忽必烈说：“我哥哥宪宗蒙哥出生，河清；朕生，河又清；今河又清，为什么？”田忠良回答：“应验在皇太子宫。”忽必烈对符宝郎董文忠说：“这不是妄言，应该有征验吧。”
至元十八年（1281年），特命他为太常丞。少府为诸王昌童在太庙南建宅，田忠良前去推倒房柱，少府上奏，忽必烈问田忠良，回答：“太庙前是诸王建宅邸的地方吗？”忽必烈回答：“你说的很对。”又回奏：“太庙前没有驰道，不合礼法。”即敕中书开辟道路。国制，十月初一在太庙祭祀。有人请没有不用牛作为祭品，田忠良回奏：“梁武帝用面作为祭品，后来怎么样了？”忽必烈听从。转任太常少卿。至元二十年（1283年），元朝将征日本国，召田忠良择日出师，田忠良回奏：“僻陋海隅，何足劳天朝干戈。”不听。至元二十四年（1287年），请在朝堂之右建太社，在京师南建郊坛。不久兼引进使。至元二十九年（1292年），转任太常卿。
大德元年（1297年），升任昭文馆大学士、中奉大夫，兼太常太卿。大德十一年（1307年），元成宗驾崩，阿忽台等有所图谋，将以皇后教令，祔成宗于庙。田忠良相争：“嗣皇帝祔先帝于庙，合礼；皇后之教，非制。”阿忽台等大怒：“制命是从天而降吗？你不怕死，敢阻碍大事！”田忠良竟不从。随后爱育黎拔力八达以太弟奉母亲答己从怀州而来，秘密与他密谋诛杀阿忽台等。元武宗即位，进升为荣禄大夫、大司徒，赐银印。元仁宗爱育黎拔力八达即位，又进升为光禄大夫，领太常礼仪院事。延祐四年（1317年）正月卒，时年七十五岁。赠推忠守正佐运功臣、太师、开府仪同三司、上柱国，追封赵国公，谥忠献。
其子田天泽，官至翰林侍讲学士、嘉议大夫、知制诰兼修国史。

## 延伸阅读
[在维基数据编辑]
 《元史/卷203》，出自宋濂《元史》